# Transmissão do Live Earth
Este artigo é uma lista enumerando os transmissores do Live Earth. De acordo com os organizadres do evento, os shows serão transmitidos em mais de cento e vinte canais de televisão e estimam que terão uma audiência somada de mais de dois bilhões de pessoas mundo afora. O evento será transmitido também via rádio e internet (pelo patrocinador MSN).

## Américas
- Argentina: 
  - Televisão: Canal 13, Todo Noticias, Volver
  - Rádio: Radio Mitre

- Brasil[1]: 
  - Televisão: MTV, Multishow

- Canadá: 
  - Televisão: CTV, MuchMusic, MuchMoreMusic
  - Rádio: CHUM Radio

- Estados Unidos[2]
  - Televisão: NBC, Bravo, Universal HD, Sundance Channel, MSNBC, CNBC, Telemundo, MUN2
  - Rádio: XM Satellite Radio, Worldspace Sarellite Radio, Sirius Satellite Radio, Premiere Radio Networks, Radio Express

## Ásia
- Singapura: MediaCorp TV Channel 5
- Japão: NHK, Fuji Television

## Europa
- Alemanha: ProSieben
- Dinamarca: Danmarks Radio
- Finlândia: YLE
- Gibraltar: GBC
- Islândia: RUV
- Itália: MTV Italia, La7
- Portugal: RTP
- Reino Unido: BBC [3], BBC Radio One
- Suécia: SVT
- Turquia: Kanal 1

## Oceania
- Austrália: Foxtel [4], Ninemsn, Triple M
- Nova Zelândia: C4

## Mundo
- MSN  [5]